# Acyrthosiphon lactucae
Espèce
Acyrthosiphon lactucae est une espèce d'insectes de l'ordre des hémiptères, de la famille des Aphididae (pucerons).  